# ルキウス・コルネリウス・ドラベッラ
ルキウス・コルネリウス・ドラベッラ（Lucius Cornelius Dolabella）はパトリキ（貴族）出身の共和政ローマの政治家・軍人。ヒスパニア・ウルテリオル属州総督として紀元前98年にルシタニアに勝利し、凱旋式を実施している。

## 経歴
ドラベッラの父のプラエノーメン（第一名、個人名）はプブリウス、祖父はルキウスである。祖父のルキウス・コルネリウス・ドラベッラは紀元前180年から紀元前178年のローマ海軍司令官であった（ローマの通例で単独ではなく二人の司令官（Duumviri）の一人）。またドラベッラはおそらく紀元前69年の法務官（プラエトル）でありアシア属州総督を務めたプブリウス・コルネリウス・ドラベッラの父である。
ドラベッラは紀元前100年頃に法務官を務めたと思われる。紀元前99年には執政官代理（プロコンスル）としてヒスパニア・ウルテリオル（遠ヒスパニア）の属州総督となった。紀元前98年1月26日に、ルシタニアに対する勝利を祝して凱旋式を実施している。

## 参考資料
- 凱旋式のファスティ
- Badian E. "The Dolabellae of the Republic. Papers of the British School at Rome"